# Mesenzana
Mesenzana (Mesensàna in dialetto varesotto) è un comune italiano di 1 782 abitanti della provincia di Varese in Lombardia.

## Storia

### Simboli
Lo stemma e il gonfalone sono stati concessi con DPR del 16 ottobre 1956.
Il gonfalone è un drappo partito di bianco e di rosso.

## Monumenti e luoghi d'interesse
La chiesa parrocchiale conserva un artistico organo, opera del 1866 di Adeodato Bossi Urbani.

## Società

### Evoluzione demografica
- 310 nel 1751
- 401 nel 1805
- 1101 dopo annessione di Brissago, Grantola e Roggiano nel 1809
- 578 nel 1853
- 728 nel 1901
- annessione a Brissago nel 1927
- 703 nel 1961

Abitanti censiti

## Amministrazione
Mesenzana fa parte della Comunità Montana Valli del Verbano.